# Paolo Alboni
Pour les articles homonymes, voir Alboni.

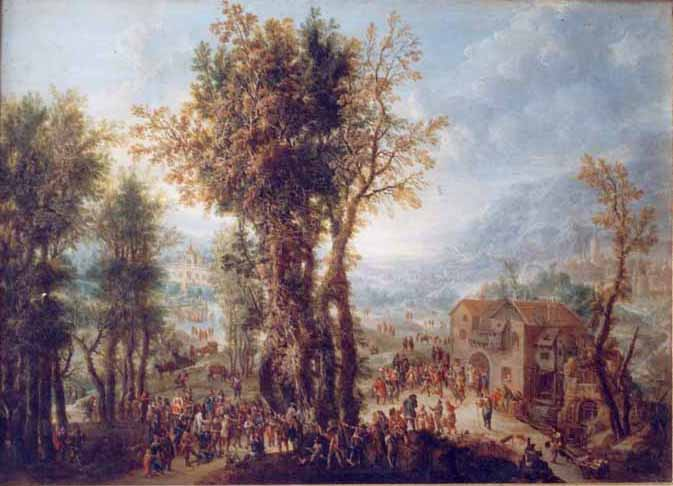
Fête folklorique près d'un moulin (1713), huile sur cuivre, dans la collection du Brukenthal National Museum

Paolo Antonio Alboni, né en 1665 à Bologne et mort en 1734 dans la même ville, est un peintre italien de la fin de la période baroque. Il est formé dans sa ville natale où il devient un peintre paysagiste.

## Biographie
Paolo Alboni naît en 1665 à Bologne, dans l'ancienne et très confortable famille d'Antonio et Angiola Alboni. Il constitue ses préférences en matière de peinture en étudiant les paysagistes nordiques, dont il tire un dévouement particulier pour les paysages.
Il séjourne à Rome, puis à Naples, ville dans laquelle il connaît un succès considérable, puis rentre chez lui, où il se marie et a trois enfants, dont l'un, Rosa, le suit. En 1710, il se rend à Vienne, où il reste jusqu'en 1722, mais étant privé de l'usage de son côté droit par une attaque, il revint à Bologne, où il peint ensuite de la main gauche.
En 1725, il retourne définitivement à Bologne, où il meurt le 5 octobre 1734 ou le 5 septembre 1734.
Il est inhumé dans l'église Saint-Procule (it). Outre sa fille, il a eu un seul élève, tel Gabriello Giuseppe Patarazzi, qui devient augustin.
Sa fille, Luigia Maria Rosa Alboni, est également peintre paysagiste. Elle meurt en 1759.